# Bye-Bye for Tomorrow See You Again P/S I LOVE YOU
『Bye-Bye for Tomorrow See You Again P/S I LOVE YOU』は、光GENJI SUPER5のラストコンサートビデオ。VHSは1996年1月 発売。発売元はジャニーズファミリークラブ。

## 概要
1995年9月3日に行われていた卒業コンサート、共に最後の単独コンサートとなっていた。2024年9月時点で未DVD化。

## 収録曲
1. Overture
2. メドレー
  1. 愛してもいいですか - 佐藤敦啓
  2. 勇気100% - 内海光司
  3. Diamondハリケーン - 山本淳一
  4. 太陽がいっぱい - 赤坂晃
  5. パラダイス銀河 - 諸星和巳
3. Bye-Bye
4. メドレー
  1. BRAVO!Nippon〜雪と氷のファンタジー〜
  2. リラの咲くころバルセロナへ
  3. 荒野のメガロポリス
  4. TRY TO REMEMBER
  5. リラの咲くころバルセロナへ
  6. STAR LIGHT
  7. 君とすばやくSLOWLY
  8. BRAVO!Nippon〜雪と氷のファンタジー〜
5. Real World - 佐藤敦啓
6. DANCE ALONE - 内海光司･佐藤敦啓
7. 明日があるさ - 赤坂晃
8. 十六夜物語 - 赤坂晃
9. ガラスの十代 - 赤坂晃
10. 路の上から - 諸星和巳・山本淳一
11. この夏からONE WAY
12. 雨(情熱を止められない)。
13. メドレー
  1. DREAM FIGHT
  2. ファンタジェンの英雄 - 山本淳一
  3. Groovin'Night
  4. HEAT TRAP
14. メドレー
  1. Heart Of Gold - 内海光司
  2. Jealousy In Love - 内海光司
15. JACK MY DREAM - 赤坂晃･佐藤敦啓
16. 想い出がいっぱい - 山本淳一
17. Maybe Tomorrow - 山本淳一
18. EVERYDAY SUMMER DAYS - 内海光司･山本淳一･佐藤敦啓
19. メドレー - 諸星和巳
  1. Overture
  2. COUNT DOWN
  3. ECSTACY
20. KEEP ON RUNNIN'
21. CO CO RO
22. Graduation
23. Bye-Bye
24. WINNING RUN
25. Meet Me